# 스텔라 블레이드
스텔라 블레이드(Stellar Blade)는 시프트 업(Shift Up)이 개발하고 소니 인터랙티브 엔터테인먼트가 퍼블리싱한 2024년 액션 어드벤처 게임이다. 플레이어는 먼 미래에 괴물 같은 생명체가 벌이는 끊임없는 전쟁에서 인류를 구하기 위해 모험을 떠나는 주인공 이브를 지휘하게 된다. 여행 내내 이브(Eve)는 지구를 되찾기 위해 분대와 생존자들과 동행한다.
김형태가 설립한 한국 스튜디오 시프트 업은 2019년에 프로젝트 이브라는 작업 제목으로 처음으로 이 게임을 예고했다. 2021년에는 소니 인터랙티브 엔터테인먼트에서 출시할 플레이스테이션 5 독점 버전으로 공개되었다. 2022년에는 게임 제목이 스텔라 블레이드(Stellar Blade)로 공식 지정되었다.
스텔라 블레이드는 계획된 2023년 출시가 지연된 후 2024년 4월 26일 플레이스테이션 5용으로 출시되었다. 이 게임은 비평가들로부터 일반적으로 긍정적인 평가를 받았으며, 비주얼에 대한 칭찬과 스토리에 대한 비판이 있었다.

## 게임플레이
스텔라 블레이드는 3인칭 시점으로 플레이되는, 포스트 아포칼립스 지구를 배경으로 하는 액션 어드벤처 게임이다. 전투 시스템은 적의 공격 패턴을 이해하고 정확한 타이밍에 반격하는 것을 강조한다. 플레이어가 전투에서 성공적으로 패링하고 회피하면 이브의 베타 게이지가 채워진다. 베타 게이지는 슈퍼 아머를 뚫거나 적의 콤보를 끊는 등의 스킬에 사용될 수 있다. 이브는 또한 연속 패링과 콤보를 통해 채워지는 버스트 게이지를 가지고 있으며, 이를 통해 버프를 활성화하고 강력한 공격을 실행할 수 있다. 게임은 플레이스테이션 5의 듀얼센스 컨트롤러를 활용하여 햅틱 피드백을 통해 적의 공격과 무기 정확도의 느낌을 향상시킨다. 탐험 메커니즘에는 벽을 오르거나 밧줄을 타고 환경을 가로지르는 것이 포함되며, 추가 의상과 같은 보상을 찾을 수 있다. 오버월드에는 플레이어가 수락하거나 무시할 수 있는 사이드 퀘스트를 제공하는 NPC들이 있다.

## 줄거리

### 배경
게임은 인류가 네이티브라고 알려진 괴물 같은 생명체와의 전쟁에서 패배한 후 지구를 버릴 수밖에 없었던 포스트 아포칼립스 세계를 배경으로 한다. 고향을 되찾기 위해 이브와 그녀의 분대는 콜로니에서 파견되어 네이티브와 싸워 지구를 탈환한다. 도중에 이브는 두 명의 생존자 아담과 릴리를 만나고, 결국 지구상의 마지막 생존 도시인 시온에 정착한다. 이브는 이어서 장로인 오르칼과 접촉하고, 인류를 구하고 지구를 되찾으려는 임무를 추구하면서 시온 주민들과 관계를 형성하기 시작한다.

### 스토리
콜로니는 네이티브로부터 지구를 해방하기 위한 최신 시도로 제7공수부대를 파견한다. 그러나 침공은 재앙으로 끝나고, 이브는 상륙 부대의 유일한 생존자가 된다. 그녀의 절친한 친구 타키는 미확인 알파 네이티브로부터 이브를 보호하기 위해 자신을 희생한다. 이브는 폐허가 된 메가시티 에이도스 7에서 하이퍼 셀 전원을 회수하는 데 그녀의 도움을 요청하는 스캐빈저 아담에게 구출된다. 그 대가로 아담은 이브를 근처의 알파 네이티브에게 데려가 죽이도록 한다. 알파 네이티브를 제거한 후 이브는 제5공수부대의 생존자인 릴리를 만나고, 그녀는 공학 지원으로 합류하기로 결정한다. 아담은 그들을 모두 지구상의 마지막 인간 도시인 시온으로 데려가, 시온을 구하는 데 도움을 요청한다. 이브는 시온의 지도자인 오르칼을 만나고, 오르칼은 에이도스 7에서 회수한 하이퍼 셀 외에 세 개의 하이퍼 셀이 더 필요하다고 설명하여 시온을 완전히 기능하게 할 수 있다고 말한다. 이것은 도시 안에 정체 상태로 보관된 수만 명의 인간을 되살릴 뿐만 아니라 다른 알파 네이티브를 찾을 수 있게 할 것이다. 오르칼은 또한 네 개의 알파 네이티브 코어가 마스터 코어를 형성하는 데 필요하며, 이는 그들의 지도자인 엘더 네이티브가 거주하는 네이티브의 둥지에 접근할 수 있게 할 것이라고 설명한다.
두 번째 하이퍼 셀을 회수한 후, 오르칼은 이브에게 두 번째 알파 코어의 위치를 알려준다. 그녀는 타키가 알파 네이티브로 변모했다는 사실을 알고 충격을 받고, 타키를 죽이고 그녀의 코어를 회수할 수밖에 없게 된다. 세 번째 하이퍼 셀을 회수한 후, 팀은 전 공수부대원인 레이븐의 기록을 발견한다. 레이븐은 현재 그들이 인류라고 믿는 것이 사실은 안드로-에이도스라고 불리는 진보된 인간형 안드로이드 종족이며, 네이티브는 급진적인 유전자 변형을 거친 원래 인간 종족이라고 주장한다. 오르칼은 오래 전, 그들의 지도자인 AI 마더 스피어가 인류의 요청에 따라 안드로-에이도스를 창조했고, 두 종족은 평화롭게 공존했다고 확인한다. 그러나 마더 스피어는 예기치 않게 안드로-에이도스에게 인류를 절멸시키라고 명령하고, 안드로-에이도스가 자신들이 인간이라고 믿도록 역사를 조작했다. 한편, 살아남은 인간들은 숨어 지내다가 마침내 마더 스피어와 안드로-에이도스에 대항하기 위해 스스로를 네이티브로 변모시켰다. 자신이 인류의 후손을 죽여왔다는 사실에 충격을 받았음에도 불구하고, 이브는 엘더 네이티브를 죽여 전쟁을 끝내기로 결심한다.
이브는 오르칼에게 세 번째 알파 코어가 우주 엘리베이터 꼭대기에 위치해 있다는 것을 알게 된다. 그들이 침입하기 전에 아담은 시온으로부터 불안한 소식을 받고 떠나고, 릴리와 이브를 남겨둔다. 알파 네이티브 데모고르곤을 물리친 후, 이브는 알파 코어를 회수하지 못하고 릴리에게 구출되며, 릴리는 콜로니에 신호를 보내 강화복 프로비던스를 파견하여 지구로 돌아오는 것을 돕도록 한다. 그들은 시온으로 돌아오지만, 네이티브의 공격을 받고 있는 것을 발견한다. 이브와 릴리는 도시를 방어하기 위해 서둘러 돌아가고, 이브는 자신과 타키를 공격하고 죽였던 미확인 알파 네이티브와 마주한다. 그 생명체를 물리치고 코어를 회수한 후, 그녀는 그 생명체의 정체가 레이븐이라는 것을 알고 충격을 받는다. 레이븐은 탈출하고, 이브는 오르칼을 돌본다. 오르칼은 자신도 알파 네이티브이며, 안드로-에이도스와 네이티브 기술의 융합체라고 밝힌다. 이브가 세 개의 알파 코어만 가지고 있자, 오르칼은 자신의 알파 코어를 사용하여 마스터 코어를 생성하며 자신을 희생한다. 죽기 전에 그는 이브에게 엘더 네이티브를 만나라고 촉구한다. 이브와 릴리는 둥지로 향하고, 그곳에서 레이븐의 마지막 기록을 발견한다. 기록에서 레이븐은 마더 스피어가 원래 인간을 절멸시켰을 뿐만 아니라, 네이티브가 행성을 완전히 장악하는 것을 막기 위해 궤도에서 콜로니의 많은 부분을 방출하여 지구 표면을 황폐화시켰다는 사실을 알게 된 것에 대한 환멸을 드러낸다.
둥지 입구에 도착하자, 이브는 자신을 막으려 하는 레이븐을 만난다. 그러나 이브는 레이븐을 물리쳐 무력화시키지만 살려둔다. 이브와 릴리는 둥지로 들어가서, 아담의 진짜 정체가 마더 스피어를 창조한 과학자 라파엘 마크스이며, 안드로-에이도스와 인류의 전쟁으로 세상을 갈등에 빠뜨린 네이티브를 설계한 엘더 네이티브라는 것을 밝혀낸다. 아담은 네이티브를 창조한 것을 후회하며, 그 결과 그들의 인간성이 희생되었다고 밝힌다. 그는 또한 인간 DNA가 없는 안드로이드로서, 안드로-에이도스는 진화할 수 없기 때문에 인류의 진정한 후계자가 될 수 없다고 인정한다. 이를 해결하기 위해 아담은 이브와 자신을 융합하여 인간 진화의 다음 단계가 될 것을 제안하며, 이는 네이티브의 위협을 제거하고 인류에게 새로운 미래의 기회를 제공할 것이다. 엔딩은 이브의 선택과 이전 행동에 따라 달라진다.
- 이브가 아담의 계획을 받아들이지 않으면, 둘은 서로 싸우게 되고 이브가 궁극적으로 승리한다. 아담은 인류의 마지막 희망과 함께 죽고, 마더 스피어는 이브와 릴리가 임무를 완료했으니 콜로니로 돌아오는 것을 환영한다.
- 이브가 아담의 계획을 받아들이면, 둘은 융합하여 완전히 새로운 유형의 인간이 된다. 마더 스피어는 릴리의 파워 아머를 제어하고 이브를 공격하도록 명령하여 이브가 자신을 방어하도록 한다. 릴리가 이브와 최대 호감도를 가지고 있는지 여부에 따라 릴리는 살아남거나 죽는다.
  - 이브가 릴리와 최대 호감도에 도달하지 못했다면, 릴리는 죽는다. 마더 스피어는 도착하여 계획대로 엘더 네이티브를 제거한 이브를 축하한다. 그러나 더 이상 이브가 필요 없자, 마더 스피어는 이브를 파괴하기 위해 군대를 보내고, 게임은 그녀가 끝없는 안드로-에이도스 병사 무리와 싸우는 것으로 끝난다.
  - 릴리의 관계가 최대 호감도에 도달하고 에이도스 9의 릴리 아틀리에에서 이베리스 코드를 회수했다면, 릴리는 이베리스 코드로 로봇을 해킹하고 안전하게 탈출한다. 이브는 마더 스피어가 보낸 군대를 완전히 전멸시킨다. 릴리는 네 번째이자 마지막 하이퍼 셀을 시온에 전달하여 도시를 완전히 복구하고, 이브는 도시의 새로운 수호자가 된다.

## 개발
2019년 4월 4일, 한국 스튜디오 시프트업(블레이드 앤 소울 일러스트레이터 김형태 설립)은 플레이스테이션 4, 윈도우, 엑스박스 원용 프로젝트 이브를 발표했다. 게임은 언리얼 엔진 4를 사용하여 개발될 예정이었다. 새로운 게임플레이와 아트 디렉션을 선보이는 프로토타입이 2020년 말에 공개되었지만, 게임의 출시 플랫폼은 언급되지 않았다. 2021년 9월 플레이스테이션 쇼케이스에서 게임은 플레이스테이션 5 독점작으로 발표되었고, 소니 인터랙티브 엔터테인먼트에서 퍼블리싱할 예정이었다.
2022년 9월 플레이스테이션 스테이트 오브 플레이에서 게임의 최종 제목이 스텔라 블레이드로 공개되었으며, 새로운 게임플레이 영상과 2023년으로 예정된 원래 출시 기간이 함께 발표되었다. 다음 날, 모나카는 자사의 멤버인 올리버 굿과 이노우에 케이타가 게임의 음악 제작에 참여하고 있다고 발표했으며, 이는 출시 전에 여러 번 반복되었다. 이 게임은 일부 캐릭터 모델에 3D 스캔을 사용했으며, 이브는 모델 신재은을 기반으로 한다. 네이티브 적들은 한국 영화 괴물 디자이너 장희철이 디자인했으며, 그는 점토 모델을 만든 다음 3D 스캔하여 게임의 3D 모델을 제작했다. 2023년 12월, 게임은 2024년으로 연기되었다.

## 출시
2024년 1월 스테이트 오브 플레이에서 게임이 4월 26일에 출시될 것이라고 발표되었다. 게임의 데모는 2024년 3월 29일 전 세계 플레이스테이션 스토어에서 출시되었으나, 3월 8일 미국에서 실수로 조기 공개되었다가 빠르게 삭제되었다. 게임의 업데이트는 2024년 10월 22일 플레이스테이션 5 프로에서 향상된 시각적 충실도와 높은 프레임 속도 지원을 추가하며 출시되었다. 2024년 11월 19일, 포토 모드가 추가되었는데, 이는 니어: 오토마타와의 콜라보레이션 DLC 출시와 시기를 맞췄다. 무료 크리스마스 테마 업데이트는 2024년 12월 17일에 새로운 의상과 미니 게임을 추가했다. 2025년 6월 11일, 시프트업의 또 다른 IP인 승리의 여신: 니케와의 콜라보레이션 DLC 출시와 함께 윈도우 버전의 게임이 출시되었다. 윈도우 정식 출시에 앞서 2025년 5월 30일에 데모 버전이 공개되었다.
2025년 5월, 시프트업은 스텔라 블레이드 속편이 개발 중이라고 공식 발표했다.

## 평가

### 비평가의 평가
리뷰 애그리게이터 웹사이트 메타크리틱에 따르면 스텔라 블레이드는 136개의 비평가 리뷰를 기반으로 "대체적으로 호의적인" 평가를 받았다. 오픈크리틱에서는 113개 비평가 리뷰 중 84%가 게임을 추천한다. 초기 반응의 대부분은 스텔라 블레이드 출시 전 캐릭터 이브를 둘러싼 온라인 논쟁을 다루었으며, 여러 비평가들은 논쟁의 유효성과 그것이 게임의 품질 및 다른 측면들을 어떻게 가렸는지에 대해 의문을 제기했다.
유로게이머 벤자민 슈메딕은 스텔라 블레이드에 5점 만점에 5점을 주며, 스텔라 블레이드를 "동기를 부여하는 레벨 디자인과 정교한 전투 시스템, 격렬한 보스 대결로 점수를 얻는 모험이다. 그리고 사소한 약점에도 불구하고, 게임플레이와 서사 모두에서 나를 완전히 매료시켰다"고 평했다. 게임 인포머의 맷 밀러는 게임에 10점 만점에 8.75점을 주며, 스텔라 블레이드가 "성(性)과 폭력에 대한 노골적인 접근 방식에도 불구하고, 그러한 매력을 지팡이처럼 사용하는 많은 게임과는 달리, 큰 게임들과도 쉽게 어깨를 나란히 할 수 있는 최고 수준의 액션 경험"이라고 말했다.
게임스팟의 임란 칸과 버라이어티 (잡지)의 캣시 스테판은 스텔라 블레이드에 10점 만점에 8점을 주었으며, 칸은 "강력한 전투 시스템과 흥미로운 순간들이 스텔라 블레이드를 단순한 모방작 이상으로 만든다"고 말했고, 스테판은 "육감적인 영웅 때문이든 맹렬하고 광란적인 전투 때문이든, '스텔라 블레이드'는 확실히 주목할 가치가 있는 스타일리시하고 잘 다듬어진 게임이다"라고 결론지었다. VG247의 코너 마카는 스텔라 블레이드를 "즐거운 놀라움. 기대했던 것보다 더 나은 아트, 오디오, 액션을 갖춘 더 나은 액션 게임이다. 액션 게임을 처음 시도하는 것치고는 정말 훌륭한 노력이다"라고 묘사하며 5점 만점에 4점을 주었다.
더 비판적으로, IGN은 스텔라 블레이드에 10점 만점에 7점을 주면서 "스텔라 블레이드는 매우 인상적인 강점과 매우 명확한 약점을 가진 아름답고 잘 만들어진 액션 게임이다"라고 설명했으며, 스토리와 캐릭터에 깊이가 부족하고, 일부 RPG 요소가 제대로 구현되지 않았으며, 사이드 퀘스트가 지루하다고 지적했다. 워싱턴 포스트의 진 박은 스텔라 블레이드에 4점 만점에 3점을 주며 "'스텔라 블레이드'는 강렬한 첫인상을 남기지는 못했지만, 지속적인 인상을 남긴다. 더 중요한 것은, 결국 이브처럼 자신만의 뚜렷한 정체성을 만들어낼 수 있다는 점이다"라고 설명했다.

### 이브의 묘사
덴 오브 긱에 따르면, 일부 비평가들은 스텔라 블레이드의 마케팅이 이브의 성적 매력을 크게 활용했으며, 노출이 심한 의상과 선정적인 캐릭터 디자인과 같은 요소가 게임의 홍보 전략의 핵심이었다고 주장했다. 이 게임은 또한 노출이 심한 의상, 폭력, 선정적인 이미지와 같은 명백한 콘텐츠로 인해 대한민국에서 청소년 이용불가 등급을 받았다. TheGamer는 주인공이 매력적이지만 "거의 전혀 섹시하지 않다"며, 이브에게 실질적인 개성이 부족하여 성적으로 묘사된 의상들이 "그녀가 옷 입는 놀이를 하는 것처럼 느껴진다"고 주장했다. 김형태는 이러한 디자인 선택의 일부를 옹호하며, 3인칭 시점에서 플레이어의 시야가 주로 캐릭터의 뒤쪽에 집중되기 때문에 이러한 시야를 매력적으로 만드는 데 특별한 주의를 기울였다고 설명했다. 그는 또한 성인 관객을 즐겁게 하기 위해 디자인을 선택했다고 덧붙였다. IGN Italia는 일부 비평가들이 이브의 디자인을 과도하게 성적으로 묘사했다고 비판했지만, 다른 이들은 니어: 오토마타와 베요네타와 같은 다른 게임을 칭찬하면서 이 게임을 비난하는 비평가, 팬, 개발자들 사이에 이중 잣대가 존재한다고 지적했다.

### 판매
2024년 6월, 시프트업은 스텔라 블레이드가 100만 장 이상 판매되었다고 발표했다. 2025년 6월까지 스튜디오는 게임이 총 300만 장 이상 판매되었으며, 플랫폼 출시 3일 만에 PC에서 100만 장 이상 판매되었다고 발표했다.
시장 조사 기관 써카나에 따르면, 스텔라 블레이드는 2024년 4월 북미에서 가장 많이 팔린 게임으로, 해당 달의 강력한 시장 성과를 반영했다. 캐나다 엔터테인먼트 소프트웨어 협회에 따르면, 이 게임은 같은 달 캐나다에서 두 번째로 많이 팔린 소프트웨어였다. 패미통에 따르면, 이 게임은 2024년 5월 5일로 끝나는 2주 동안 일본에서 67,131장의 실물 판매량을 기록하며 해당 기간의 베스트 셀러 신작이 되었다. 그들은 2024년 7월 14일까지 일본에서 111,490장의 실물 판매량을 기록했다고 보고했다.
PC 출시 후, 스텔라 블레이드는 스팀의 글로벌 판매 순위에서 1위를 차지했다. 이 게임은 하루 만에 스팀에서 183,000명 이상의 동시 접속자를 기록하며, 소니가 퍼블리싱한 싱글 플레이어 게임 중 역대 최고치를 달성했다. 출시 후 첫 주말 동안 스팀에서 192,000명 이상의 동시 접속자를 넘어섰다.

### 수상
대한민국에서 스텔라 블레이드는 대한민국 게임대상에서 7개 부문에 노미네이트되었다. 이 게임은 7개 부문 모두를 휩쓸었다. 더 게임 어워드 2024에서는 두 개의 부문에 노미네이트되었다. 또한 제28회 D.I.C.E. 어워드에서 올해의 액션 게임에 노미네이트되었다.
| 연도 | 시상식                 | 부문             | 결과 | Ref.   |
| ---- | ---------------------- | ---------------- | ---- | ------ |
| 2024 | 더 게임 어워드 2024    | 최고 음악        | 후보 | [ 62 ] |
| 2024 | 더 게임 어워드 2024    | 최고 액션 게임   | 후보 | [ 62 ] |
| 2024 | 대한민국 게임대상      | 대상             | 수상 | [ 61 ] |
| 2024 | 대한민국 게임대상      | 인기 게임상      | 수상 | [ 61 ] |
| 2024 | 대한민국 게임대상      | 기획/시나리오    | 수상 | [ 61 ] |
| 2024 | 대한민국 게임대상      | 사운드 디자인    | 수상 | [ 61 ] |
| 2024 | 대한민국 게임대상      | 그래픽           | 수상 | [ 61 ] |
| 2024 | 대한민국 게임대상      | 캐릭터 디자인    | 수상 | [ 61 ] |
| 2024 | 대한민국 게임대상      | 우수 개발자상    | 수상 | [ 61 ] |
| 2025 | 제28회 D.I.C.E. 어워드 | 올해의 액션 게임 | 후보 | [ 63 ] |